# Zentralamerikanischer Fischotter
Der Zentralamerikanische Fischotter (Lontra annectens) ist ein Marder aus der Gattung der Neuweltotter. Er ist in Mittelamerika und in den westlich der Anden gelegenen Gebieten Kolumbiens, Venezuelas und Ecuadors verbreitet. Er galt bis März 2024 als Unterart des Südamerikanischen Fischotters (Lontra longicaudis).

## Merkmale
Der Zentralamerikanische Fischotter unterscheidet sich äußerlich kaum vom Südamerikanischer Fischotter und hat, wie alle Otter, einen lang gestreckten Körper, kurze Beine mit Schwimmhäuten zwischen den Zehen, einen langen, kräftigen Schwanz und einen runden Kopf mit stumpfer Schnauze. Ähnlich wie der Südamerikanischer Fischotter hat er ein einfarbig dunkelbraunes Fell, dessen Unterwolle aber keinen orangefarbenen Einschlag zeigt wie das des Südamerikanischen Fischotters. Der Nasenspiegel hat einen spitzen Vorsprung nach oben. Der Schädel ist flacher und breiter als der des Südamerikanischen Fischotters. Die Länge des vierten Prämolars (P4) und des ersten Molars ist in Bezug auf die gesamte Länge der Prämolaren-Molaren-Reihe kürzer als beim Südamerikanischen Fischotter. Der Schädel ist runder und, gemessen am Hinterhauptbein, breiter als beim Nordamerikanischen Fischotter (Lontra canadensis). Die Schnauze ist kürzer.

## Lebensraum und Ernährung
Der Zentralamerikanische Fischotter kommt an Bächen, kleinen und mittleren Flüssen mit sauberem, sauerstoffreichen Wasser, relativ niedrigen Wassertemperaturen, mit Abschnitten von Stromschnellen und flachen Bereichen mit langsam fließenden, tiefen Wasserbecken, zahlreichen Versteckmöglichkeiten und vorhandener Ufervegetation vor. Er ernährt sich hauptsächlich von Krebstieren und Fischen, die jeweils einen Anteil von 40 bis 50 % an seiner Nahrung haben. Außerdem wurde das Fressen von Käfern, Steinfliegen, Aga-Kröten, Fröschen, Reptilien (Schwarzleguane, Anolis, Nattern, Schlammschildkröten), Vögeln (Singvögel, Enten, Hühner, Kormorane, Reiher, Pelikane) und Säugetieren (Amerikanische Buschratten, Ziesel, Waschbär) nachgewiesen.

## Systematik
Der Zentralamerikanische Fischotter wurde 1897 durch den Zoologen Charles Immanuel Forsyth Major unter der Bezeichnung Lutra annectens erstmals wissenschaftlich beschrieben. Sehr lange galt er als Unterart des Südamerikanischen Fischotters. Beim DNA-Vergleich der Unterarten des Südamerikanischen Fischotters mit der des Südlichen Flussotters (L. provocax) und der des Küstenotters (L. felina), zeigte sich jedoch, dass die zwei südamerikanischen Unterarten des Südamerikanischen Fischotters näher mit dem Südlichen Flussotter und dem Küstenotter verwandt sind als mit der zentralamerikanischen Unterart. Diese bekam deshalb den Status einer eigenständigen Art mit der wissenschaftlichen Bezeichnung Lontra annectens.